# فیس‌تایم
فیس‌تایم (به انگلیسی: FaceTime) یک برنامه تماس ویدیویی اختصاصی محصول شرکت اپل است. فیس تایم برای تلفن‌های همراه و مک اسنو لئوپارد در دسترس است. فیس تایم از هر دستگاه آی‌اواس با دوربین جلو و هر کامپیوتر مک مجهز به دوربین پشتیبانی می‌کند.

## نقص امنیتی
در ۲۹ زانویه ۲۰۱۹ گزارشی مبنی بر وجود نقص امنیتی در فیس تایم منتشر شد و در آن ادعا شده بود که تماس گیرنده با این برنامه می‌تواند صدا و تصویر طرف مقابل را حتی قبل از اینکه طرف مقابل به تماس تلفنی پاسخ دهد، دریافت کند. پس از انتشار این گزارش شرکت اپل نیز وجود این نقص امنیتی را تأیید و این اپلیکیشن را به‌طور موقت در گوشی‌های آیفون غیرفعال کرد. برای غیرفعال کردن فیس تایم به‌صورت دستی در گوشی می‌توانید وارد بخش تنظیمات (settings) گوشی خود شده و نماد فیس تایم را بیابید و آن را غیرفعال کنید.